# Виндзорска Грачаница
Црква Грачаница је православна црква у Виндзору, граду канадске провинције Онтарио. Црква припада Епархији канадској која је органски део Српске православне цркве.
Црква је посвећена Успењу Пресвете Богородице и представља верну копију цркве манастира Грачанице са Косова и Метохије, задужбине краља Милутина.

## Историја
Српска заједница у Виндзору у својим почецима користила је салу на улици Друлард за све друштвене и верске потребе. Без сталног свештеника, по потреби је долазио свештеник из оближњег америчког града Детроита. Са намером да имају своју цркву и свог свештеника, почели су са прикупљањем прилога за изградњу нове цркве. Уз пуну подршку чланства, прикупљање средстава уродило је плодом и 1949. године купљена је парцела на углу улица Мелдрум и Текамси.
Црква Грачаница завршена је у рекордном времену и освећена је 19. октобра 1952. године. Црква има велелепни лустер (један од два постојећа у Северној Америци) постављен 1958. године који виси са главне куполе као и три звона која су изливена у Енглеској и уграђена 1963. године. Црква је јединствена по архитектонском стилу и по изузетним уметничким делима као што су монументални иконостас, постављен 1968. године, који одваја олтар од главне цркве. Иконостас је висок преко десет метара са веома сложеним детаљима изрезбарених од ораховог дрвета. Испоручен је из Србије у комадима а састављен је у самој цркви. Фрескопис цркве завршен је 1978. године од стране уметничког студија из Грчке. Црква је призната од стране канадског Министарства за културу као заштићена баштина. Завршени су стаклени прозори 1996. године поводом прославе педесет година постојања црквено-школске општине.
У суботу 4. новембра 2023. године, епископ канадски Митрофан посетио је Виндзор и осветио нови спомен-крст од белог мермера под називом „Крајишка суза” који је постављен у порти цркве. Крајишки Срби Виндзора поклонили су спомен-крст цркви ради молитвеног сећања на све невино пострадале Србе по небројеним стратиштима. Споменик у Виндзору је верна реплика „Крајишке сузе” подигнуте у Банстолу на Фрушкој гори, јуна 2017. године. Аутор тог споменика је Димитрије Мирко Ћелић, вајар и фрескописац из Пригревице.

## Галерија
- Спомен-крст Крајишка суза у порти цркве
- Поглед на наос цркве
- Изглед цркве, 2025. године